# 조 힐
조 힐 (Joe Hill: 1879년 10월 7일-1915년 11월 19일)은 미국의 노동운동가다. 스웨덴계 이주자 출신으로, 원래 이름은 조엘 에마누엘 헤글룬드(스웨덴어: Joel Emmanuel Hägglund)였으며 조지프 힐스트룀(Joseph Hillström)이라고도 했다. 세계산업노동자연맹(IWW) 조합원이었다. 스웨덴어가 모국어로, 1900년대에 영어를 배우면서 뉴욕 시에서 샌프란시스코에 이르기까지 각지에서 다양한 일을 전전했다. 힐은 노조에서 작사가로 활동하면서 〈전도사와 노예〉, 〈부랑자〉, 〈노조에는 힘이 있네〉, 〈반란의 소녀〉 등 떠돌이 노동자들의 고되고 전쟁 같은 삶을 노래하는 민중가요 가사들을 썼고, 이런 현실을 개선하기 위해 노동자들을 조직하는 데 적극적으로 참여했다.
1914년, 솔트레이크 시의 식료품상인이자 전직 경찰인 존 모리슨(John G. Morrison)과 그 아들이 신원불상의 남자 두 명에게 총을 맞고 죽었다. 같은 날 저녁 힐은 총상을 입고 병원을 찾았으며, 여자 문제로 싸움을 했다고 말했다. 힐은 어쩌다 다친 것인지 그 이상 구체적으로 말하지 않았으며, 이 총상을 이유로 모리슨 부자를 죽인 용의자로 기소된 뒤에도 침묵했다. 말 많은 재판 끝에 힐은 모살죄 혐의에 유죄를 선고받았다. 각계의 탄원, 정치적 논쟁, 국제적 연대에도 불구하고 힐은 1915년 11월 사형당했다. 노동계와 사회주의 진영에서는 힐의 죽음을 사법살인으로 여기고 있다.